# Arcidiocesi di Utrecht (vetero-cattolica)
L'Arcidiocesi di Utrecht (in latino Archidioecesis Ultraiectensis, in olandese Aartsbisdom Utrecht) è la sede metropolitana della Chiesa vetero-cattolica dei Paesi Bassi; è la più antica Chiesa locale vetero-cattolica, fondata da San Villibrordo. È attualmente retta dall'arcivescovo Bernd Wallet.
La chiesa madre della diocesi è la Cattedrale di Santa Gertrude, ad Utrecht.

## Territorio
L'arcidiocesi comprende l'intera superficie dei Paesi Bassi, esclusa la provincia dell'Olanda Settentrionale eccezion fatta per il comune di Hilversum. Il territorio è suddiviso in 4 regioni pastorali, a loro volta suddivise in 16 parrocchie e 4 comunità.

## Storia
La diocesi di Utrecht fu eretta nel 695 quando San Villibrordo fu consacrato vescovo dei Frisi a Roma da papa Sergio I e con il beneplacito di Pipino di Herstal andò ad occupare la cattedra dell'importante città di Utrecht.
Nel 1559 Utrecht fu elevata al rango di arcidiocesi metropolitana con sei diocesi suffraganee, ma il nuovo stato di cose non durò a lungo. Quando le province settentrionali dei Paesi Bassi si rivoltarono, l'arcidiocesi decadde con la fine del potere spagnolo. Secondo i termini dell'Unione di Utrecht, i diritti ed i privilegi dei cattolici avrebbero dovuto essere garantiti, ma il 14 giugno 1580 la pratica della religione cattolica venne proibita dai magistrati di Utrecht. La cattedrale di San Martino fu devastata ed il governo delle Province Unite fu incapace di controllare gli estremisti. Il 25 agosto dello stesso anno l'arcivescovo Schenk morì e due successori nominati dal re di Spagna non riuscirono ad entrare nel territorio della diocesi.
La sede rimase vacante fino al 1602, quando l'incarico di arcivescovo fu conferito ai vicari apostolici della Missione Olandese (Hollandse Zending). Questi vicari furono consacrati come arcivescovi titolari per non urtare la sensibilità del governo olandese, ma a condizione che avrebbero assunto il titolo di arcivescovi di Utrecht quando le circostanze lo avrebbero permesso.
Durante l'ultimo periodo del vicariato apostolico, fra il clero della diocesi si diffusero le teorie gianseniste e gallicane, avversate dalla Curia Romana e tollerate dal vescovo Van Neercassel. Quando a questi successe Petrus Codde, acceso sostenitore del giansenismo, si aprì un aperto conflitto con Roma che si risolse solo con la sospensione del presule e con la sua sostituzione con un nuovo vescovo e vicario apostolico. Codde, d'altra parte e fino alla fine dei suoi giorni, continuò a considerarsi arcivescovo e ad esercitare una residua autorità al di fuori della comunione con la Santa Sede. La maggioranza del clero dell'arcidiocesi, anche dopo la sua scomparsa, continuò a rivendicare il diritto all'elezione dell'arcivescovo.
Nel 1723 i capitoli, avendo ottenuto il permesso del governo olandese, provvidero ad eleggere un nuovo arcivescovo, al quale però Benedetto XIII decise di negare il suo assenso e di comminare la scomunica (dal 1727 al 1794 a capo della Missione Olandese furono posti i titolari della Nunziatura apostolica nelle Fiandre con sede a Bruxelles). Questo fu l'inizio dello scisma di Utrecht (o scisma vetero-cattolico), che tuttora si prolunga. Ciò nonostante, fino al 1858 tutti gli arcivescovi vetero-cattolici eletti notificarono la loro elezione al Papa e fino al Concilio Vaticano I non si considerarono separati dalla Chiesa di Roma anche se le relazioni erano già di fatto state interrotte quando con il breve Ex qua die fu ripristinata nel 1853 una gerarchia ecclesiastica nei Paesi Bassi in piena comunione con Roma.

## Presente
In quanto sede metropolitana della Chiesa vetero-cattolica dei Paesi Bassi, l'arcidiocesi di Utrecht ha come suffraganee la Diocesi di Haarlem e la sede titolare di Deventer; la sede episcopale di Deventer è permanentemente vacante e le sue parrocchie sono sotto la diretta giurisdizione dell'arcivescovo di Utrecht.
L'arcivescovo di Utrecht è di diritto presidente della Conferenza episcopale vetero-cattolica internazionale dell'Unione di Utrecht.

## Arcivescovi

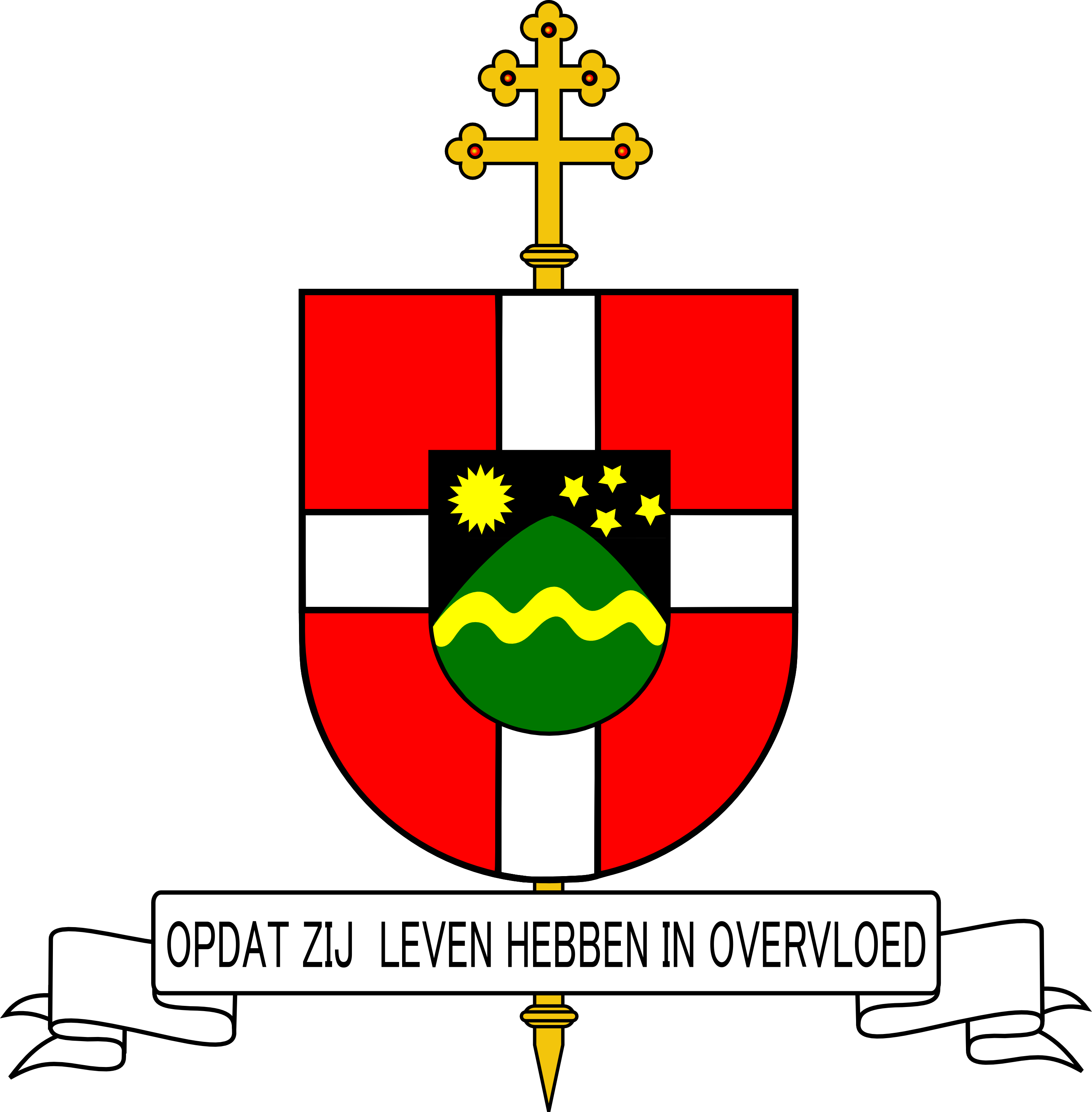
Lo stemma dell'arcivescovo Joris Vercammen

Fino al 1705 la cronologia è perfettamente coincidente con quella cattolica; l'unica differenza è il titolo arcivescovile, che i vetero-cattolici riconoscono anche ai vescovi da Sasbout Vosmeer a Petrus Codde.
- Cornelius van Steenoven              (1724–1725)
- Cornelius Johannes Barchman Wuytiers (1725–1733)
- Theodorus van der Croon              (1734–1739)
- Petrus Johannes Meindaerts           (1739–1767)
- Walter van Nieuwenhuisen             (1768–1797)
- Johannes Jacobus van Rhĳn           (1797–1808)
- Willibrord van Os                    (1814–1825)
- Johannes van Santen                  (1825–1858)
- Henricus Loos                        (1858–1873)
- Johannes Heykamp                     (1875–1892)
- Gerardus Gul                         (1892–1920)
- Franciscus Kenninck                  (1920–1937)
- Andreas Rinkel                       (1937–1970)
- Marinus Kok                          (1970–1982)
- Antonius Jan Glazemaker              (1982–1999)
- Joris Vercammen                      (2000-2020)
- Bernd Wallet                   (dal 2020)